# Primarni hiperaldosteronizem
Primarni aldosteronizem, znan tudi kot primarni hiperaldosteronizem ali Connov sindrom, je pretirana proizvodnja hormona aldosterona v nadledvični žlezi, ki ima za posledico nizke ravni renina. Pogosto je videti le malo simptomov. Večina ljudi ima visok krvni tlak, ki lahko povzroči slab vid ali glavobole. Včasih lahko pride do  mišične oslabelosti mišic, do mišičnih krčev, mravljinčjih občutkov, ali pretiranega mokrenja. Zapleti vključujejo srčno-žilne bolezni, kot so kap, srčnomišični infarkt, odpoved ledvic in nenormalen srčni ritem.
Primarni hiperaldosteronizem ima več vzrokov. Približno 66 % primerov ima vzrok v povečanih  nadledvičnih žlezah, pri 33 % primerov je vzrok adenom, tj. bula v nadledvični žlezi, ki proizvaja aldosteron. Drugi redki vzroki so rak nadledvične žleze in dedna bolezen, tako imenovani družinski hiperaldosteronizem. Nekateri priporočajo kontrolne preglede pri osebah s povečanim tveganjem zaradi visokega krvnega tlaka, drugi pa priporočajo kontrolo na bolezen pri vseh ljudeh z visokim krvnim tlakom. Pregled se običajno izvaja z merjenjem razmerja aldosteron proti reninu v krvi, ki mu sledijo dodatni testi, z namenom, preveriti pozitivni izid. Nizka raven kalija v krvi se klasično jemlje kot simptom bolezni, je pa prisotna samo pri kaki četrtini ljudi. Da se ugotovi osnovni vzrok za simptome, je treba opraviti medicinsko slikanje.
V nekaterih primerih je bolezen mogoče pozdraviti z operativno odstranitvijo bule. Če je povečana le ena od obeh žlez, se lahko odstrani tudi žlezo samo. Primeri, da sta povečani obe,  se zdravijo običajno s tako imenovanimi antagonisti aldosterona, kot sta spironolakton ali eplerenon. Lahko so tudi potrebna dodatna zdravila za visok krvni tlak in pa prehrana z malo soli. Nekateri ljudje s hiperaldosteronizmom v družini se lahko zdravijo s steroidom deksametazonom.
Primarni aldosteronizem je prisoten pri okoli 10 % ljudi z visokim krvnim tlakom. Bolj pogosten je  pri ženskah. Pogosto se začne v starosti med 30 in 50 let. Connov sindrom nosi ime Jeroma W. Conna (1907-1994), ameriškega endokrinologa, ki je leta 1955 kot prvi adenome opisal kot vzrok za bolezen.